# Шериат за Белгия
Шериат за Белгия (Sharia4Belgium) е радикална салафитска организация, създадена от белгийски мюсюлмани.
Те отричат демократичната система в Белгия и призовават за превръщането на Белгия в ислямска държава. През 2015 г. е обявена от белгийски съд за терористична организация и водачът ѝ Фуад Белкаджем е осъден на 12 години затвор.